# Aethes macasiana
Aethes macasiana es una especie de polilla del género Aethes, categorizada en la tribu Cochylini, de la subfamilia Tortricinae.

## Distribución
Se distribuye por Ecuador.

## Taxonomía
Fue descrita por Razowski & Pelz en 2001 y publicada en (Aethes), NachrBl. Ent. Ver. Apollo (N.F.) 22: 27.